# Reusch (Sportartikelhersteller)
Die Reusch International S.p.A. AG ist ein in Bozen (Südtirol) ansässiger Sportartikelhersteller, der in der Entwicklung und Vermarktung von Handschuhen für den Wintersport sowie Torwarthandschuhen tätig ist. Ergänzend bietet das Unternehmen weitere Produkte für den Fußball- und Wintersportbereich an.

## Geschichte
Auf dem Speicher seines Privathauses in Metzingen begann Karl Reusch im Jahre 1934 mit der Entwicklung erster Handschuhe.
1972 stieg der Sohn von Karl Reusch, Gebhard Reusch, in das Unternehmen ein, und stellte noch im selben Jahr seine erste Kollektion von Skihandschuhen vor, wodurch er die Aktivitäten von Reusch im Sportartikelmarkt systematisch ausbaute. Die Skihandschuhe waren mit Kunststoff verstärkt, um die Finger beim Kontakt mit Slalomstangen zu schützen. 1973 entwickelte Gebhard Reusch in enger Zusammenarbeit mit Sepp Maier den ersten Torwarthandschuh der Welt. Der sogenannte Soft-Grip-Handschuh bot nicht nur Schutz für die Hände, sondern unterstützte den Torwart auch beim Fangen von Bällen durch einen speziellen Haftbelag auf der Handinnenseite. Ein Jahr später trug Maier die Reusch-Handschuhe während der Fußball-Weltmeisterschaft 1974 in Deutschland. In den 1970er-Jahren wurden jährlich über 330.000 Torwarthandschuhe und über eine Million Skihandschuhe gefertigt.
1984 feierte das Unternehmen sein 50-jähriges Bestehen und Reusch wurde zum Weltmarktführer im Segment Sporthandschuhe. In den 1980er- und 1990er-Jahren stattete Reusch zwölf der 18 Torhüter in der Bundesliga mit Torwarthandschuhen aus. Bei den Alpinen Skiweltmeisterschaften 1987 wurde die Schweizer Nationalmannschaft mit Handschuhen von Reusch ausgestattet. Auf der Suche nach neuen Marktsegmenten präsentierte Reusch 1989 seine erste Kollektion für Skibekleidung und drei Jahre später die erste Teamsportkollektion.
Stefan Weitzmann, der Vater des späteren Geschäftsführers Erich Weitzmann, übernahm als Geschäftsführer des Familienunternehmens den Vertrieb von Reusch für den italienischen Markt. Die Familie Weitzmann war bereits seit den 1950er-Jahren im Verkauf von Sportartikeln tätig. 1996 verkaufte Gebhard Reusch das Unternehmen an die britische Pentland Group. Im Jahr 2000 wurde bekannt, dass die Familie Reusch ihre aktive Mitarbeit im Unternehmen beendete. Reusch gehörte bis 2001 zur Pentland Group.
Im Frühjahr 2001 wurde Reusch von einem Konsortium übernommen, zu dem u. a. die Bozner Familie Weitzmann gehörte. In den darauffolgenden Jahren stiegen drei der fünf ursprünglichen Gesellschafter aus dem Unternehmen aus und verkauften ihre Anteile an die Familie Weitzmann. Im Jahr 2009 wurde die Produktentwicklung nach Bozen verlegt. Seit 2015 befindet sich Reusch vollständig im Besitz der Familie Weitzmann.
Im Mai 2017 wurde das Unternehmen in eine Aktiengesellschaft umfirmiert, die sich zu 100 Prozent in Familienbesitz befindet. Am 1. Juni 2017 verlegte Reusch auch seinen Hauptsitz von Reutlingen nach Bozen (Südtirol). Der Standort in Reutlingen blieb weiterhin bestehen.
Im September 2024 brach in den Gebäuden in Reutlingen ein Großbrand aus, bei dem knapp 50 Prozent der Warenbestände durch Feuer- und Wasserschäden vernichtet wurden. Trotz des Brands wurden bis zum November 2024 eine Auslieferquote von über 98 Prozent erreicht.

## Unternehmensstruktur
Das Unternehmen unterliegt als Einzelgesellschaft der Leitung und Koordination der Familienholding.

## Produkte und Vertrieb
Das Unternehmen entwickelt am Stammsitz in Bozen jährlich eine Sommerkollektion, die Torwarthandschuhe, Torwartbekleidung, Protektionen, Taschen und Accessoires umfasst. Zudem wird eine Winterkollektion gefertigt, die Handschuhe für Skifahren, Freeriden, Bergsteigen, Snowboarding sowie Nordic Walking und Kopfbekleidung beinhaltet. Das Sortiment umfasst Artikel für Herren, Damen und Kinder. In Vergleichstests werden die Handschuhe von Reusch, insbesondere die Skihandschuhe, gut bewertet und zählen häufig zu den Testsiegern. Im Jahr 2003 erweiterte das Unternehmen sein Sortiment um Skihelme und -brillen. 
Die Reusch International S.p.A. AG mit Hauptsitz in Bozen vertreibt ihre Produkte über 55 internationale Vertriebspartner in über 50 Ländern auf fünf Kontinenten. Zehn europäische Länder werden direkt von der Zentrale gesteuert und beliefert. Die Logistikzentren befinden sich sowohl in Reutlingen als auch in Mailand und dienen dem Direktvertrieb in die europäischen Länder sowie dem Vertrieb an internationale Distributionspartner. Die stärksten Absatzmärkte für Reusch sind Italien, Frankreich und der DACH-Raum (Stand: 2021).
Je nach Saisonverlauf erwirtschaftet Reusch etwa zwei Drittel des Umsatzes mit Wintersportprodukten (Stand: 2017).

## Sponsoring und Kooperationen

### Kooperationen mit Sportlern
Sepp Maier war der erste Sportler, der bei der WM 1974 in Deutschland mit Reusch ausgerüstet wurde. Diese Handschuhmodelle waren die ersten, die über eine Latexhandfläche verfügten. Weitere Torhüter, die von Reusch ausgestattet wurden, sind die Weltmeister Ubaldo Fillol (ARG, 1978), Nery Pumpido (ARG, 1986), Bodo Illgner (DEU, 1990), Cláudio Taffarel (BRA, 1994) bis hin zu Marcos Reis für Brasilien bei der WM 2002 in Japan/Südkorea. 2024 wurde der von Reusch ausgestattete Torwart Unai Simón mit Spanien Europameister.
In den letzten 25 Jahren hat Reusch mit Dida vom AC Mailand (2002/03, 2006/07) und Júlio César von Inter Mailand dreimal die UEFA Champions League gewonnen. Bei der Fußball-WM 2014 in Brasilien wurden neben Júlio César auch Fernando Muslera (URY), Moisés Muñoz (MEX), Mariano Andújar (ARG) und Alexander Domínguez (ECU) mit Torwarthandschuhen von Reusch ausgestattet. Bei der Fußball-EM 2024 nutzten unter anderem Torhüter wie Wojciech Szczęsny, Dominik Livaković und Unai Simón Handschuhe von Reusch. Insgesamt tragen mehr als 250 Torhüter in den ersten nationalen Ligen weltweit die Torwarthandschuhe des Unternehmens, unter anderem Alisson Becker und Gregor Kobel.
Im Ski Alpin unterstützt Reusch Athleten wie Mikaela Shiffrin, Marco Odermatt, Henrik Kristoffersen, Lara Gut-Behrami, Lucas Pinheiro Braathen, Alexis Pinturault und Lindsey Vonn. Auch Athleten wie Hermann Maier, Marlies Schild, und Marcel Hirscher und andere wurden im Laufe ihrer aktiven Ski-Karrieren mit Reusch Produkten ausgestattet. Zudem ist Reusch offizieller Ausstatter von sieben der weltweit erfolgreichsten Skiverbände: Österreich, Schweiz, Frankreich, USA, Norwegen, Liechtenstein und Slowenien. Auch Gerlinde Kaltenbrunner, eine der erfolgreichsten Höhenbergsteigerinnen der Welt, wird von Reusch ausgestattet. Weiterhin werden Jakob und Matthias Weger, auch bekannt als Weger Brothers, und Jérémie Heitz unterstützt.
Im Snowboardbereich machte vor allem der mehrfache Weltmeister Peter Bauer die Marke bekannt und entwickelte Ende der 1980er-Jahre eigene Handschuhkollektionen mit Reusch.

### Markenkooperationen
Seit dem 1. Januar 2023 ist Reusch Vertriebspartner von Speedo in Italien und Österreich und vertreibt die Produkte von Red Bull Spect Eyewear in Italien. Darüber hinaus ist das Unternehmen Vertriebspartner für Deuter in Italien und vertreibt auch Handschuhe der Marke Bogner. Reusch verwendet Materialien und Technologien von Gore-Tex, Primaloft und Polartec in seinen Produkten. Darüber hinaus erfüllt Reusch Auftragsarbeiten für Marken wie Moncler, Prada und Beretta.
2025 stellte Reusch mit dem Attrakt Fusion Carbon 3D den weltweit ersten Torwarthandschuh mit einer 3D-gedruckten Schlagzone vor. Die Schlagzone wurde in Zusammenarbeit mit dem US-amerikanischen 3D-Druck-Unternehmen Carbon entwickelt. Sie besteht aus einer elastischen, reißfesten Gitterstruktur, die eine verbesserte Dämpfung gegenüber herkömmlichen Elastomer-Elementen bieten soll.

## Nachhaltigkeit
Anfang 2022 entwickelte Reusch in Zusammenarbeit mit dem Berliner Start-up Kleiderly einen Handschuh, der nach Gebrauch und Abnutzung in Blaulichtfilter-Brillen umgewandelt werden kann. Der Fäustling besteht laut Reusch zu 100 Prozent aus Fasern derselben Polyesterfamilie und ist somit vollständig recyclebar.
Ende 2023 initiierte Reusch ein Nachhaltigkeitsprogramm, das zum Ziel hat, bis zum Winter 2025 vollständig auf per- und polyfluorierte Chemikalien (PFCs) zu verzichten. In der Produktion kommen bereits recycelter Polyester sowie recycelte Isolierung zum Einsatz.